# Brierfield Plantation
Brierfield Plantation était un plantation du Sud des États-Unis, propriété et demeure de Jefferson Davis futur Président des États confédérés d'Amérique, il s'y retira pendant une dizaine d'années, de 1835 à 1845 après le décès de sa jeune épouse Sarah Knox Taylor. Il travailla intensément pour faire de ce lieu sauvage un endroit agréable à vivre. Davis s'y plongea également dans la lecture et l'étude, en particulier l'histoire, l'économie et le droit constitutionnel.

## Historique

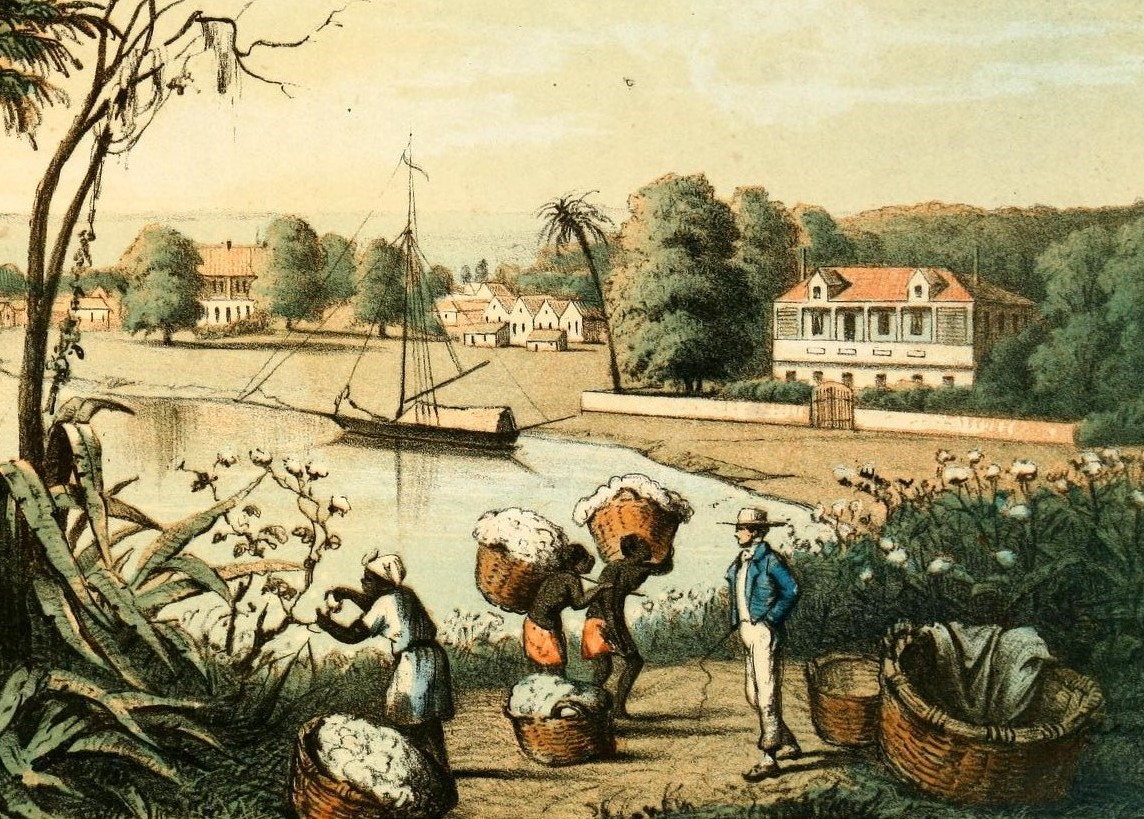
Esclaves récoltant le coton dans un plantation de la vallée du Mississippi, 1857.

La plantation était un cadeau de son frère Joseph E. Davis qui possédait la plantation adjacente nommée Hurricane, ce lieu se nommait alors Davis Bend (aujourd'hui Davis Island). Située à une trentaine de kilomètres en aval de Vicksburg le long du Mississippi. Joseph avait défriché et construit sa propriété dans les années 1820, Jefferson commença la même opération à Brierfield en 1835. Davis développe progressivement sa plantation. En 1836, 23 esclaves travaillent pour lui ; en 1840, il en possède 40 ; et en 1860, 113.
La demeure de la plantation fut construite en 1848, au retour de Davis, après qu'il se fut distingué lors de la Guerre américano-mexicaine.
Lors de la Guerre de Sécession, à l'été 1863, les troupes de l'Union attaquent directement la plantation de Davis, permettant à 137 esclaves, sur les plus de 200, de s'échapper. Les autres suivront peu après.

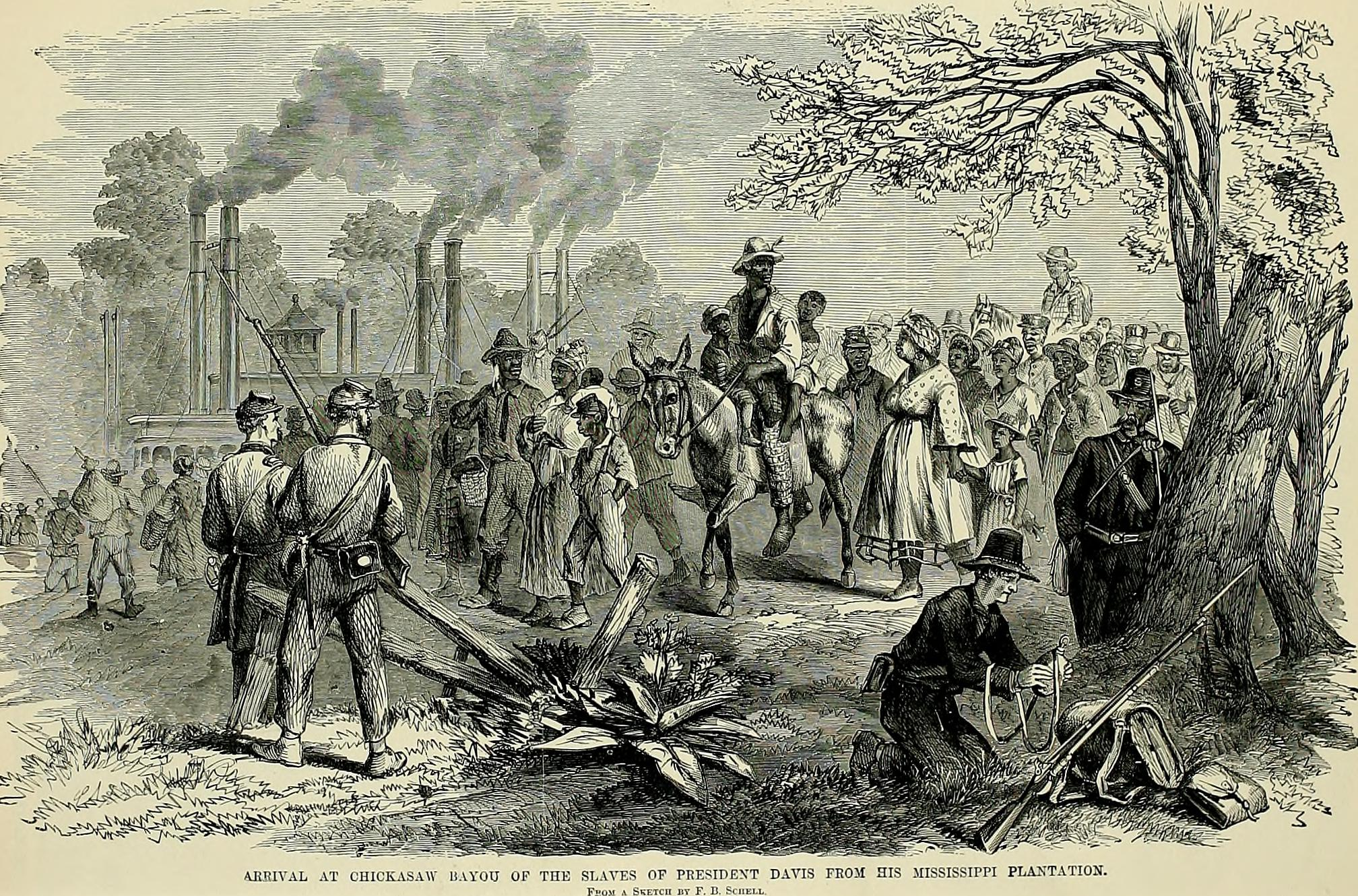
Arrivée au bayou de Chickasaw en 1863 des esclaves libérés de la plantation de Jefferson Davis.

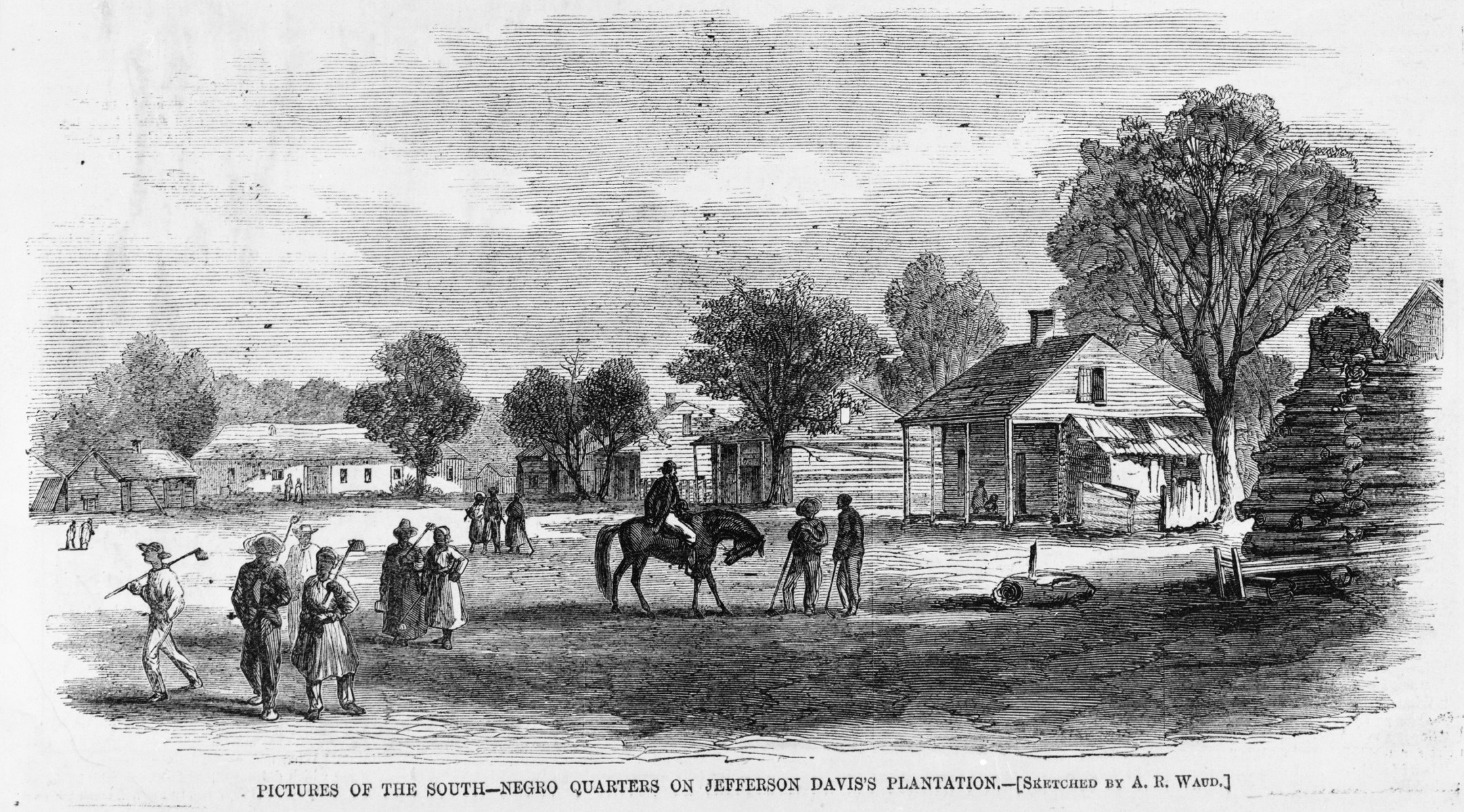
Les anciennes cases d'esclaves de la plantation de Davis en 1866.

Après la Guerre de Sécession, Davis doit poursuivre les héritiers de son frère Joseph pour retrouver ses droits de propriété sur la plantation et y parvint enfin en 1878. La maison sera détruite par le feu en 1931, les terres sont aujourd'hui une réserve de chasse privée qui ne sont pas accessibles par voie terrestre.